# Holtzheim
Holtzheim es una localidad y  comuna francesa situada en el departamento de Bajo Rin, en la región de Alsacia. Tiene una población de 2.750 habitantes (según censo de 1999) y una densidad de 397 h/km². Forma parte de la Comunidad urbana de Estrasburgo.
- Datos: Q21477
- Multimedia: Holtzheim / Q21477

1. ↑  Worldpostalcodes.org, código postal n.º 67810.
2. ↑  INSEE, Datos de población para el año 2012 de Holtzheim (en francés).